# 白金本線料金所
白金本線料金所（しろかねほんせんりょうきんじょ）は、東京都港区にある、首都高速2号目黒線の一ノ橋JCT方面に設置されている本線料金所である。戸越・荏原・目黒の各入口から都心環状線方面へ向かう車両に対し料金を徴収する。通行料金は首都高速道路の項を参照。

## 路線
- 首都高速2号目黒線

## 料金所
- 本線ブース数: 5
  - ETC専用: 2
  - 一般: 2
  - 一般・ETC: 1

## 隣
首都高速2号目黒線
(201)天現寺出入口 - 白金TB - (203)目黒出入口